# Adolf Freiherr Spies von Büllesheim
Adolf Freiherr Spies von Büllesheim (* 4. Juni 1929 auf Haus Hall in Ratheim; † 12. Februar 2011 in Ratheim-Neuhall) war ein deutscher Jurist, Landwirt und Politiker (CDU).

## Familie

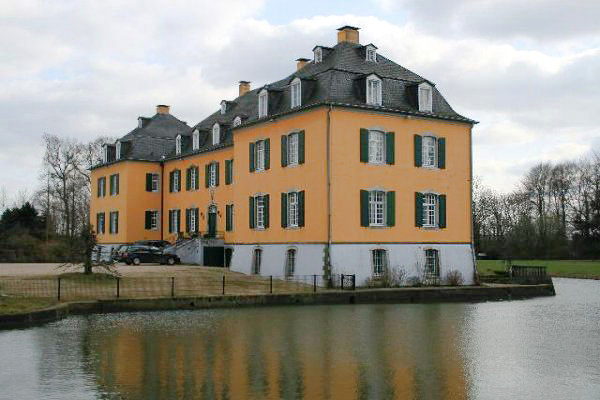
Haus Hall, Ratheim

Adolf stammte aus dem Adelsgeschlecht der Spies von Büllesheim. Er wurde am 4. Juni 1929 als zweites von drei Kindern des Egon Franz Freiherr Spies von Büllesheim (1900–1983) und Maria Freiin von Oer (1903–1992) auf Haus Hall in Ratheim geboren. 
Seit Herbst 1961 war er mit Gräfin Maria Immaculata (geb. Concha) von Mirbach-Harff, Freiin von Vittinghoff (1938–2002) verheiratet. Mit ihr hatte er sechs Kinder. Sein ältester Sohn Wilhelm-Franz verstarb bereits 1978 mit 15 Jahren. 
Seine älteste Schwester Sophie (1927–2013) ist die verwitwete Fürstin von Hatzfeldt-Trachenberg.

## Leben
Nach dem Abitur 1947 am Gymnasium in Erkelenz absolvierte er zunächst eine landwirtschaftliche Lehre in Krefeld. Er nahm 1949 ein Studium der Landwirtschaft und der Rechtswissenschaft an den Universitäten in Köln und Bonn auf und bestand 1952 die Prüfung als Diplom-Agraringenieur. Nach dem ersten juristischen Staatsexamen 1954 und der Promotion 1957 zum Dr. jur. an der Rheinischen Friedrich-Wilhelms-Universität Bonn (Dissertationsarbeit: Der Wahlgrundsatz der Unmittelbarkeit) beendete er sein Studium 1960 mit dem zweiten juristischen Staatsexamen. Spies von Büllesheim bewirtschaftete seit 1954 den landwirtschaftlichen Familienbetrieb und war von 1960 bis 1997 als selbständiger Rechtsanwalt tätig. Darüber hinaus wirkte er als Aufsichtsratsmitglied in verschiedenen Unternehmen und wurde 1993 Vorstandsvorsitzender des Gesamtverbandes des deutschen Steinkohlenbergbaus.

## Partei
Spies von Büllesheim trat 1952 in die CDU ein und war 1969/70 stellvertretender Vorsitzender des CDU-Kreisverbandes Erkelenz.

## Abgeordneter
Spies von Büllesheim war von 1967 bis 1972 Ratsmitglied der Stadt Hückelhoven. Dem Deutschen Bundestag gehörte er von 1972 bis 1987 an. Im Parlament vertrat er von 1972 bis 1980 den Wahlkreis Geilenkirchen – Heinsberg und von 1980 bis 1987 den Wahlkreis Heinsberg. Von 1976 bis 1987 war er Mitglied der Parlamentarischen Versammlung des Europarates und der Westeuropäischen Union (WEU).

## Öffentliche Ämter
Spies von Büllesheim amtierte von 1969 bis 1972 als Bürgermeister der Stadt Hückelhoven.

## Ehrungen und Auszeichnungen
- Verdienstkreuz am Bande des Verdienstordens der Bundesrepublik Deutschland, 1979
- Verdienstkreuz I. Klasse des Verdienstordens der Bundesrepublik Deutschland, 1986
- Großes Verdienstkreuz des Verdienstordens der Bundesrepublik Deutschland, 1997
- Kommandeur des Verdienstordens des Großherzogtums Luxemburg, 1989
- Verdienstkreuz 1. Klasse mit Krone des Malteserordens